# Maschito
Maschito (Mashqiti in arbëreshë, Maschìte in dialetto lucano) è un comune italiano di 1 434 abitanti della provincia di Potenza in Basilicata.
È una delle colonie albanesi d'Italia della regione Basilicata (insieme alle comunità lucano-albanesi di Barile, Ginestra, San Costantino Albanese e San Paolo Albanese) fondata sul finale del XV secolo da esuli albanesi in fuga dalle persecuzioni turco-ottomane. Gli abitanti da oltre cinque secoli conservano l'uso corrente della lingua arbëreshe e la consapevolezza critica della propria identità etnica e culturale italo-albanese.

## Geografia fisica
Il paese, situato nel Vulture-Melfese, sorge prevalentemente in zona collinare, compreso tra i 359 e i 894 metri sul livello del mare. Il clima è un misto tra quello appenninico e mediterraneo con estati calde e secche ed inverni freddi con precipitazioni abbondanti. Il territorio è prevalentemente utilizzato per la coltivazione di vite, ulivo e grano ed esistono radi boschi. Ci sono piccoli ruscelli a carattere torrentizio.

## Origini del nome
Le cause per cui Maschito abbia potuto essere così denominato, possono essere almeno tre:
- Il presunto "Ratto delle donne venosine" da parte dei profughi in gran parte di sesso maschile, immigrati nel secolo XV, dall'Epiro.
- L'attributo di origine latina "masculetum", come terra di viti maschie, cioè di Aglianico che produce il pregiato vino D.O.C.
- L'omonimia con un paese balcanico che gruppi di immigrati qui stanziatisi avrebbero dato alla terra maschitana, in dei luoghi natii.

## Storia
Maschito fu in epoca romana una fortezza militare, ma dopo un terremoto nel XIV secolo il paese fu abbandonato. Maschito sorse verso il 1467 sotto Ferdinando d'Aragona, quando Giorgio Skanderbeg gli mandò truppe per combattere gli Angioini pretendenti al trono di Napoli.
Dopo la presa di Croia da parte dei turchi, si ebbe, tra il 1478 e il 1479, una prima emigrazione di albanesi in Basilicata. Più tardi nel 1533 quando la conquista dell'Albania fu definitiva si aggiunsero, ai primitivi albanesi, dei coloni greci-albanesi provenienti da Corone. Col trattato di pace tra Carlo V e il sultano Solimano I, firmato a Costantinopoli nel 1533, la piazzaforte di Corone veniva consegnata ai turchi a condizione che gli abitanti, disposti a lasciare la città, si imbarcassero su una flotta e si rifugiassero in Italia. In tal modo i coronei si dispersero in varie località dell'Italia meridionale.
A quel tempo, il territorio di Maschito era proprietà della Mensa Vescovile di Venosa e del Priorato del Santo Sepolcro dell'ordine Gerosolimitano di Bari. In seguito, il De Icis nel 1539 a Venosa, sotto il viceré di Napoli Don Pedro de Toledo, debitamente autorizzato, fondò il Casale di Maschito e, con atto pubblico, redatto dal notaio Giovanni Francesco De Judice di Cosenza il 26 settembre 1541, i greci albanesi si obbligarono a pagargli l'annuo censo d'un ducato (£. 4,25) per ogni focolare o tugurio e, in più, 200 ducati (nel caso che il numero dei focolari aumentasse anche di uno solo).A Maschito si conservò, nei primi due secoli, il rito greco-ortodosso ma a causa alle pressioni del vescovo Deodato Scaglia furono obbligati  al rito latino.

### Resistenza antifascista
A Maschito scoppia, nel settembre 1943, una sommossa popolare antifascista che dà origine per poche settimane alla Repubblica di Maschito, una delle prime Repubbliche partigiane nate dalla Resistenza.

## Monumenti e luoghi d'interesse

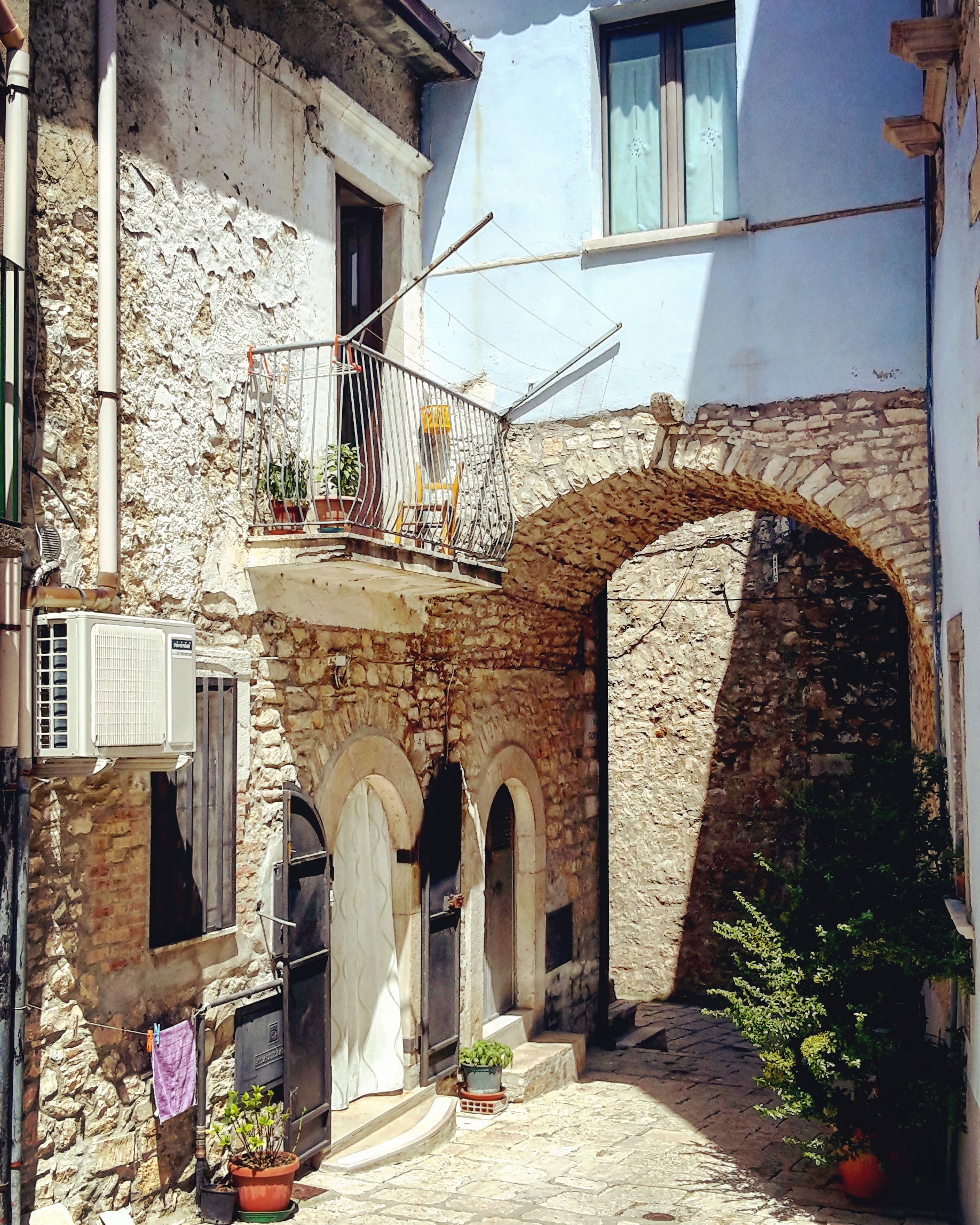
Maschito

Il paese è sviluppato in una parte centrale e più antica (il centro storico), risalente alla fine del Cinquecento e nella periferia, sviluppatasi nel secondo dopoguerra. I monumenti più importanti sono le tre chiese, i palazzi signorili e la fontana Skanderbeg.

### Architetture religiose
Numerose erano le chiese erette a Maschito, anche di rito bizantino e con liturgia professata in lingua greca sino al XVII secolo. Originariamente una quindicina, ne sono sopravvissute al tempo ed al degrado solo tre: la chiesa madre di Sant'Elia Profeta, quella del Purgatorio, e quella della Madonna del Caroseno. Le chiese sicuramente esistite e scomparse sono: la chiesa di S. Venere, la chiesa della Vergine di Costantinopoli, la chiesa di S. Basilio, la chiesa di S. Domenico, la chiesa di S. Nicola, la chiesa di S. Rocco e la chiesa della Madonna delle Fonti. Il rito bizantino fu professato a Maschito sino al 1628 quando il domenicano Deodato Scaglia, vescovo della diocesi di Melfi, con bolla episcopale, lo proibì prima nelle comunità greco-albanofone di Maschito e di Ginestra e, molto più tardi, anche a Barile. Il rito bizantino resiste ancora in Basilicata solo a San Paolo e a San Costantino Albanese. Ancora la devozione per Sant'Elia Profeta, di chiara ed inconfutabile matrice orientale, legano Maschito all'etnia dei suoi antenati.

#### Chiesa del Caroseno
Fu costruita dai Greci Albanesi di Corone, rinomata per un pregevolissimo affresco della Madonna del 1558, (Madonna col Bambino) riportato alla luce nel 1930 durante i lavori di restauro della chiesa, e per due grandi quadri relativi alla Pentecoste e alla Presentazione di Gesù al Tempio entrambi risalenti alla fine del Settecento.

#### Chiesa del Purgatorio o della Madonna del Rosario
Conserva un artistico quadro della Madonna di Costantinopoli tratto dall'omonima cappella, andata in rovina. Della chiesa oggi dedicata alla Vergine del Rosario di Pompei s'ignora la data di costruzione: si ritiene, però, che questa risalga ai primi anni della fondazione di Maschito e possiede le reliquie di Fratello Rosario Adduca, un servo di Dio originario di Maschito.

#### Chiesa di Sant'Elia

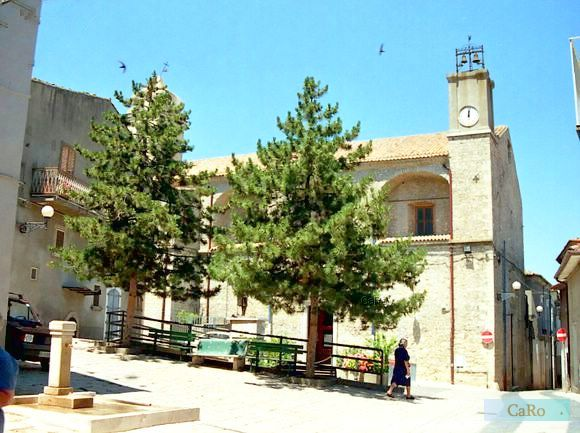
La Chiesa Madre di Sant'Elia

Ha un'unica navata, decorata in stucco. Contiene due tele ad olio del Cinquecento, e il quadro della "Madonna dei sette veli", ritenuto miracoloso e perciò assai venerato. Edificata nel 1698 ad opera degli albanesi ivi residenti,

### Architetture civili

#### Palazzi
Sono databili tra la fine del Settecento e la prima metà del Novecento.
- Palazzo Barbano Dinella costruito nel 1734.
- Palazzo Manes Rossi costruito nel 1820.
- Palazzo Adduca, Palazzo Giura e Palazzo Cariati hanno un portale classicheggiante a colonne doriche.
- Palazzo Dinella del 1832 dal cartiglio con la scritta "Parva sed apta mihi" sul portale che richiama ciò che Ludovico Ariosto fece incidere sulla porta della propria casa.
- Palazzo Tufaroli.
- Palazzo Nardozza dall'imposta leccese - rococò.
- Palazzo Colella.
- Casa Soranna costruita nel 1646. Si presume sia la prima casa costruita dagli albanesi insediatisi a Maschito.

#### Fontane

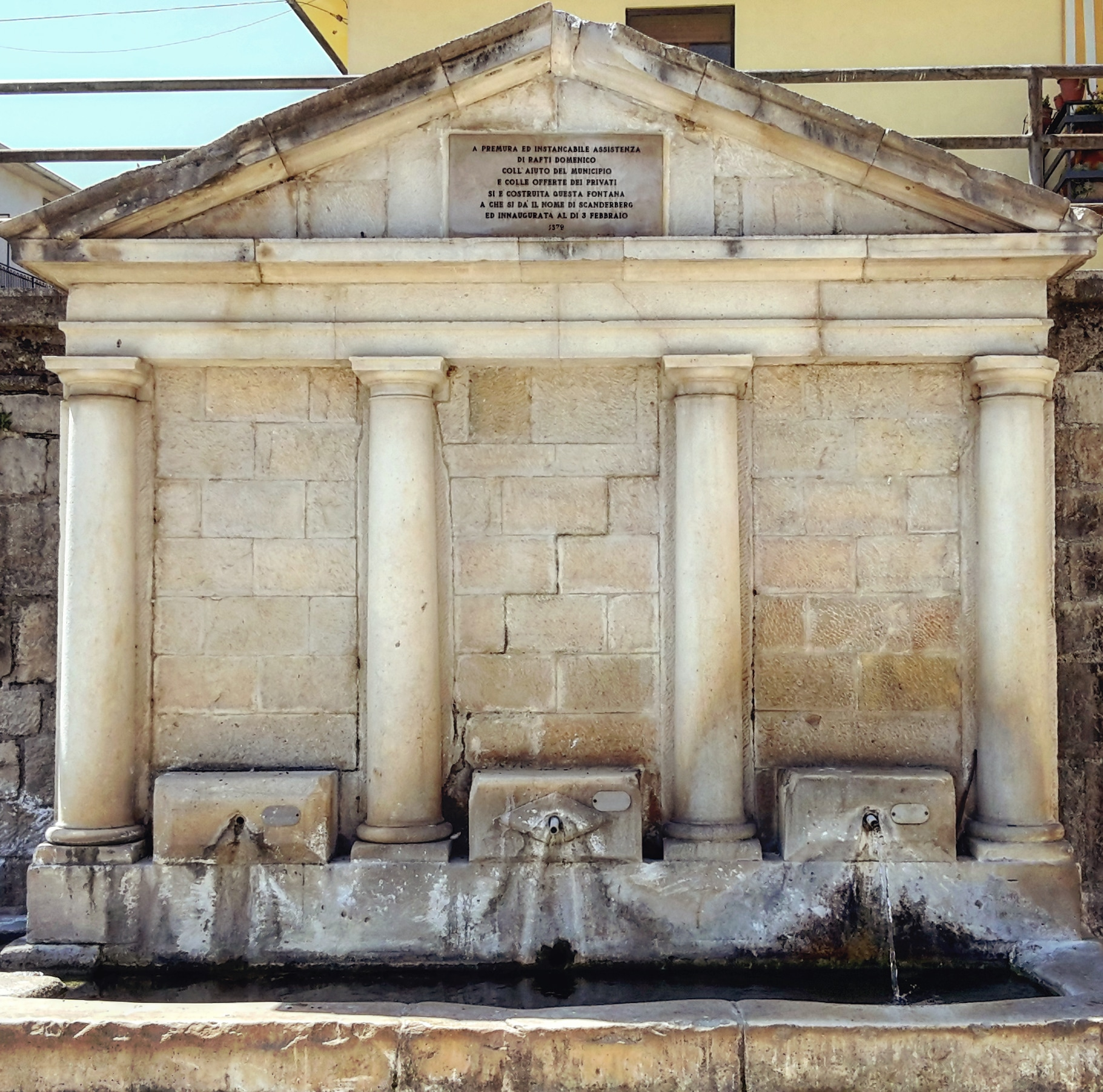
Maschito, fontana Skanderbeg

Fontane e fontanili esterni su slarghi e piazzole erano considerati luoghi pubblici e di piacevole conversazione. Le abitazioni, infatti, non disponevano di acqua potabile. Per le esigenze di cucina e familiari, le donne andavano a prendere l'acqua nelle fontane servendosi di brocche. Una fontana pubblica era un luogo importante per la soddisfazione delle esigenze delle famiglie. Ed era in uso erigere fontane monumentali ad onore e gloria dei capi delle comunità amministrate. Nel 1879 - come attesta la lapide ricostruita dal Comune - fu eretta, ad opera dei cittadini e con l'aiuto del Comune (retto all'epoca da Domenico Rafti), la Fontana Skanderbeg.
Le altre fontane presenti sul territorio sono:
- Fontana Carrozz, situata in via Venosa;
- Fontana Boico, situata in via Venosa;
- Fontana della Noce, situata nella Contrada della Noce;
- Fontana Cangad, situata in via Venosa.

## Società

### Evoluzione demografica
Abitanti censiti

### Lingua Arbëreshë

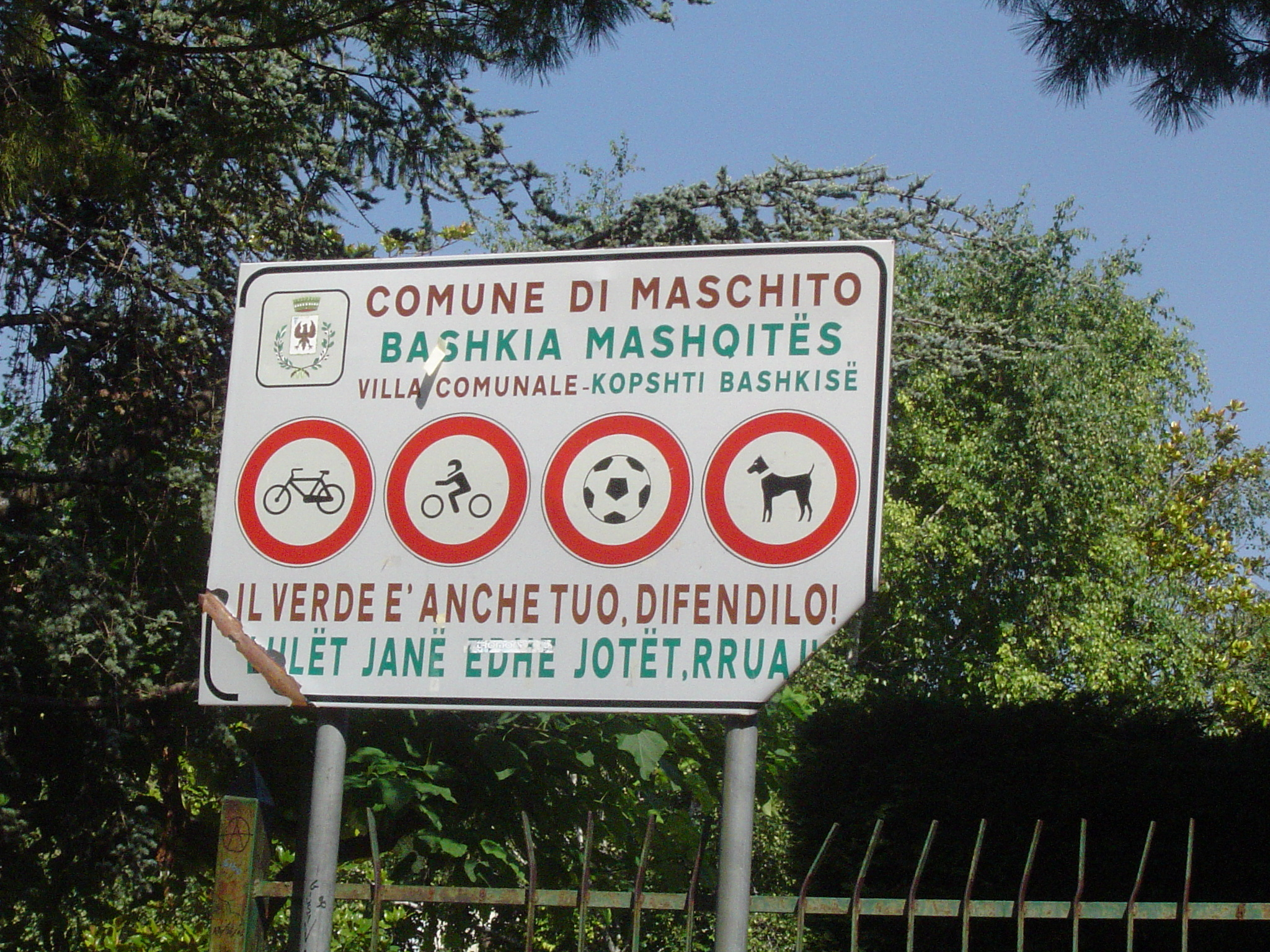
Cartello bilingue

L'uso della lingua albanese costituisce una delle peculiarità che contraddistingue Maschito dagli altri comuni limitrofi. La serie di proverbi, detti, filastrocche derivano prevalentemente dalla tradizione albanese a cui è legata Maschito.

#### Proverbi
- Këshë t' bësche me cularete e shkoje spizënë. (Frequenta persone di rango superiore al tuo e fa loro le spese)
- Kur tjetë nëng ke, po' një plakë vetë e flë. (Quando il vecchio non ha nulla da fare va a dormire)
- Kush nëng ka koké ka kembe. (Chi non ha testa deve avere buone gambe)
- Fjala më e mirë ishtë ajò çë nëng thuhet. (La parola migliore è quella che non si dice)
- Kush punonj rronj. (Chi lavora vive)
- Bashkimi bën fuqì. (L'unione fa la forza)

#### Detti
- Mema u e dua, se isht isht rri per mua. (Mamma io la voglio com'è e, è per me)
- Ishtë më bithë perdhe. (Sta col sedere per terra)
- Do hami, do pirmi, do rrimi dhe të shurbemi nëng do dimi. (Vogliamo mangiare, vogliamo bere, vogliamo oziare, e di lavorare non ne vogliamo sapere)
- Vajete e po, ces i nièhe luga. (I guai della pignatta li conosce il cucchiaio che sta dentro)

#### Filastrocche
- Ni, ni, ni vate mac, a pe di mi, vatè gardh gardh vate e gjet niè cope lerd e pe mos te shihei njeri vate te hai mbe shembri (e karazenéi). (Ni, ni, ni un gatto andò per due topi: andò tra le siepi e trovò un pezzo di lardo, perché nessuno lo vedesse andò a mangiarlo sullo spiazzale della Madonna [sulla piazzetta del Caroseno]).
- Ningiula ti fringiula, nangiula ti frangiula. Nde do skon skon nde mos spo. Ningiula ti fringiula, nangiula ti frangiulase. (Vuoi passare passa, altrimenti non importa [detto ai bambini che hanno mal di pancia]).
- Cmigl, cmigl, cimgl gjith te k shpie a tit. (Lumachine, lumachine, lumachine ciascuno di noi vada a casa sua)
- Ky do har, ky sot nuk kemi, ky sot do vemi a yjedh, ky sot jo mos na marran karbiniart, e ky sot, piripich, piripach, buka ta shporta, vere ta kenata, mish te diganial, makarònat te pyàteglia e lucia neng provòjt e vate ra me bihe te proi. Questo vuole mangiare (dice il pollice), questo dice: "Non ne abbiamo" (risponde l'indice), "Andiamo a rubare!" (dice il medio), "No" (risponde l'anulare), pane nella cesta e vino nella caraffa, la carne nella padella, i maccheroni nel piatto e Lucia non l'ha assaggiati ed è andata col sedere nel ruscello "Proia (dice il mignolo).

### Tradizioni e folclore

#### Superstizioni
Numerose sono anche le superstizioni, infatti i contadini credevano nella presenza di spiriti buoni o cattivi, i quali avevano vari poteri; esistevano inoltre numerosi "scacciaspiriti" che venivano utilizzati proprio per contrastare questi spirtiti.

##### Gli spiriti
- Scorzamuriiell: Spirito-folletto con in testa un berretto rosso, indispensabile poiché conferiva allo spirito tanta allegria, che si trasformava in lacrime e disperazione, qualora qualcuno glielo portasse via. Il folletto, vagando nell'aria, poteva, di notte, intrufolarsi in una casa e posarsi sullo stomaco delle persone che dormivano per divertirsi a fare dispetti. Queste ultime, avvertendo sul proprio corpo un peso che rendeva il respiro molto faticoso, si svegliavano e se riuscivano a strappare allo scorzamuriiell il berretto, impresa molto difficile, lo rendevano inattivo e triste e approfittavano di questo per ricattarlo e chiedergli, in cambio del suo indispensabile berretto, una notevole somma di denaro. A quel punto, lo spiritello, pur di riavere il suo cappuccio e riacquistare la sua allegria era disposto a tutto ed esaudiva la richiesta di denaro, svelando il nascondiglio di un "tesoro" che, improvvisamente, permetteva ai poveri di diventare ricchi.
- Majare: Streghe dispettose che vagavano di notte e si infilavano, misteriosamente, nelle famiglie presso cui c'era un neonato e, una volta lì, lo prelevavano dalla sua culla e lo nascondevano in qualche angolo della casa, di solito sotto il letto o nella madia. In seguito, il bambino, piangendo, svegliava la mamma che, non trovando più il proprio piccolo nella culla lo cercava affannosamente per la casa e capiva, con grande spavento, che una majara si era introdotta nella sua abitazione. Si pensa che questo "nascondiglio" avesse in alcuni casi uno scopo di divertimento da parte della "majara" che si divertiva soltanto a far dispetti; in altri, quello di lucro, poiché, nascondendo il bambino, la majara faceva capire alla famiglia, presso cui si era recata, che poteva ritornare nuovamente in quella casa, perciò, per porre fine a queste spaventose e misteriose visite notturne, bisognava farle trovare dei soldi o degli oggetti preziosi.

##### I "rimedi"
- Abitino: Piccolo oggetto di devozione, che solitamente si appendeva al collo dei bambini e molte volte veniva portato di nascosto anche dalle persone adulte vicino a un indumento intimo. Esso era costituito da due quadratini di stoffa, sovrapposti e cuciti insieme, contenenti un'immagine sacra oppure una piccola croce e un pezzo di fettuccina nera. L'immagine sacra o la piccola croce proteggevano il bambino dai pericoli e la fettuccina nera serviva ad allontanare l'invidia e il malocchio. Quest'ultimo, poi, era un fluido magico negativo che scaturiva dallo sguardo cattivo ed invidioso di alcune persone, causando malessere. Il malocchio si manifestava con sintomi ben precisi: fortissimo mal di testa e mal d'occhi e poteva essere eliminato solo con oggetti magici, formule e preghiere. Gli oggetti utilizzati erano il coltello e le forbici; le preghiere seguivano, generalmente, un canone fisso, costituito dai seguenti elementi: il segno di croce; l'invocazione alla SS. Trinità; la specifica richiesta di aiuto (es. fa che passi il mal di testa); l'Ave Maria, ripetuta per tre volte di seguito. Tali preghiere, inoltre, benché recitate con qualche variante, in base al tipo di aiuto richiesto, venivano utilizzate per curare altre comune malattie, quali: il mal di piedi, il morbillo, il fuoco di Sant'Antonio.
- Altri metodi:
  - collocare dietro la porta di ogni casa una scopa capovolta per allontanare la malizia e le streghe;
  - appendere su una delle pareti di casa un ferro di cavallo, quale indispensabile oggetto portafortuna, capace di allontanare l'invidia;
  - evitare sempre di spazzare il pavimento di casa la sera, altrimenti in famiglia poteva regnare una grande povertà;
  - non fare alcun tipo di visita quando si tornava da una veglia funebre poiché bisognava recarsi direttamente presso la propria abitazione o, ancora meglio, in chiesa onde evitare di causare disgrazie ad altri o, addirittura, ai propri familiari;
  - raccogliere le forbici cadute per terra solo dagli anelli e mai dalla punta perché portava male;
  - toccare un oggetto di metallo quando si incrociava un carro funebre;
  - evitare assolutamente di far versare l'olio perché era di cattivo auspicio;
  - soddisfare sempre nelle donne, durante la gravidanza, "le voglie", ossia i desideri improvvisi di assaporare cibi o bevande particolari, soprattutto dopo averli visti, per evitare che il nascituro riportasse sul proprio corpo delle macchie cutanee il cui colore o la cui forma richiamavano l'alimento desiderato che la gestante non aveva assaggiato.

## Cultura

### Eventi
- 19 marzo: Fuochi di San Giuseppe.

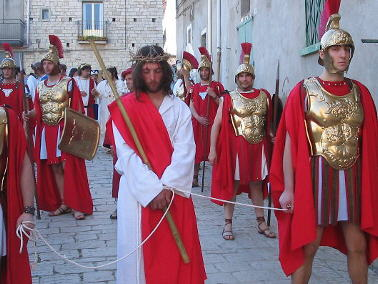
Il venerdì Santo a Maschito

- Venerdì Santo: Rappresentazione della Via Crucis con personaggi viventi.
- Ultimo sabato di aprile: Retna (Cavalcata degli Angeli) - Processione dedicata alla Madonna Incoronata; i fedeli allestiscono dei carri sui quali personaggi viventi rappresentano le Sacre immagini di Maria e San Michele.
- 2ª domenica di maggio: Festa in onore della Madonna Incoronata.
- Domenica dopo la Festa della Trinità: Festa del Corpus Domini.
- Ultimo venerdì di giugno: Sacro Cuore di Gesù; la processione si snoda per le strade di Maschito di sabato sera. Per l'occasione le vie vengono cosparse di petali di fiori, i balconi addobbati da coperte e ghirlande di luci. In alcuni angoli di strada vengono allestiti altari con personaggi viventi.
- 20 luglio: Festa in onore di Sant'Elia Profeta, (festa piccola) la festa viene così denominata perché vi è solo la processione.
- 6-7 agosto: "La Retenése" : La manifestazione è una rievocazione in costume Arbëreshë della compagnia d'arme di stradioti del Capitano Lazzaro Mathes.Nel XVI secolo alcuni soldati mercenari albanesi fondarono la comunità di Maschito. I soldati erano di provenienza diversa, dividendosi così in due fazioni: la prima si chiamava Majzor (in dialetto maschitano Maisòre) proveniente da Corone (nel Peloponneso in Grecia), mentre l'altra, i Qëndërnjan (in dialetto maschitano Cendregnàne), proveniente da Scutari (nel nord dell'Albania). Essi convivevano nella stessa comunità, divisi in due zone: nella parte superiore del paese vivevano i Majzor mentre in quella inferiore i Cendregnàne, guidati entrambi dal Capitano Lazzaro Mathes al quale avevano giurato fedeltà.
- 2ª domenica di agosto: Festa patronale in onore di Sant'Elia, (festa grande), dura 3 giorni. È la festa patronale, caratterizzata, oltre che dalla processione, dalle luminarie e dalle esibizioni di cantanti di musica leggera.
- 15 agosto: Festa della Madonna dei Sette Veli, vi è una processione per le vie del paese.

### Cucina

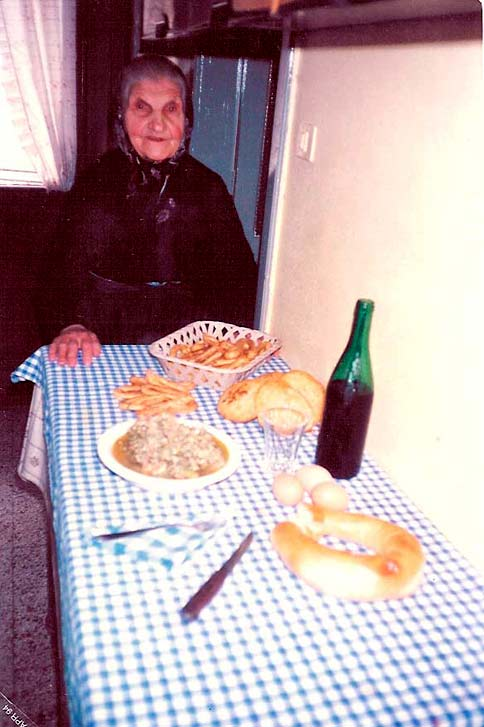
Piatti tipici maschitani

#### Primi e secondi piatti
- Tumaz ma druda (tagliatelle con mollica e noci) Preparato dalle massaie il giorno della domenica delle Palme.
- Laganelle con latte, zucchero e cannella - Preparato il giorno dell'Ascensione.
- Rictell cu lu gallucc ripieno (orecchiette al ragù di gallo con ripieno di frattaglie, mollica di pane e zucchero) - Preparate il giorno di S. Elia festa patronale.
- Cauciungiëll cu la ricotta (ravioli con la ricotta).
- Cingul e cimacungul (cavatelli con cime).
- Pan cuatt cu li cim d 'rapa (pane cotto con cime di rape, ventresca e peperoni freschi).
- Verdettë (finocchio selvatico con carne di agnello, salsiccia e uova) - Preparato il giorno del lunedì dell'Angelo.
- Senapiello (verdura fritta con sgombro) - Preparato il giorno della Vigilia di Natale.
- Khmigl (lumachine con sughetto di pomodoro e origano).
- Mignatiall (involtini di frattaglie).
- La "Capuzza" (brodetto di testina di agnello).
- Kukul cu lu paparul pestat (sfogliata di pasta di pane, peperone piccante secco macinato, origano e olio).

#### Dolci
- Lakruar - pizza rustica con tumma (formaggio tenero, carne di pollo, uova, salsiccia, zucchero e cannella).
- Kulacce - pane azimo a forma di ciambella (periodo quaresimale).
- Tumaz ma druda - pasta con mollica di pane sbriciolata, mandorle e noci tritate.
- Pupeqe - dolce di Carnevale.
- Taralucc - taralli con semi di finocchio
- Cuscini di marmellata e castagne (Preparate a Natale).
- Pettole di Natale.
- Sanguinaccio.
- Crostata di sanguinaccio.
- Polenta e Pasta con il mosto (vin cuat) (Preparato durante la vendemmia).
- Grandhindi - pizza col granturco a base di farina di mais, semi di finocchio, cipolla fritta, uva passa e zucchero.
- Pizza di ricotta dolce.
- Crustul - dolci di Natale.

## Economia
È basata prevalentemente sull'agricoltura. Tra le coltivazioni più importanti, oltre ad ulivo e grano, spicca quella della vite, in cui eccelle l'Aglianico DOC. Sul territorio sono presenti una piccola fabbrica tessile e vari laboratori artigianali (lavorazione del legno, del ferro, del vetro e della ceramica). Il settore turistico è in leggera crescita in quanto stanno nascendo bed and breakfast, supportate dalle varie strutture ricreative. Buona parte della popolazione è occupata nell'industria FIAT di San Nicola di Melfi, ma l'emigrazione dei giovani verso le città, legata a motivo di studio o lavoro, costituisce uno dei problemi del paese.

## Infrastrutture e trasporti

### Ferrovie
- Scalo Ferroviario Venosa-Maschito.

## Amministrazione

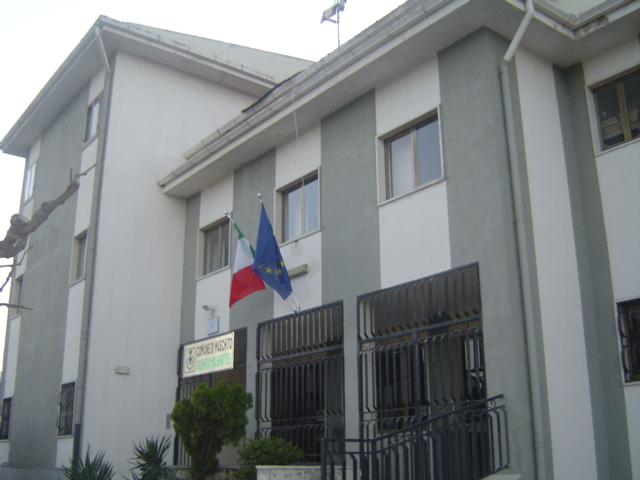
Il Comune di Maschito

- 1944 – 1945 Giuseppe Guglielmucci – Sindaco
- 1945 – 1946 Giovanni Nocitra – Commissario prefettizio
- 1946 – 1947 Giuseppe Santojanni – Sindaco (DC)
- 1947 – 1950 Achille Savino – Sindaco (DC)
- 1950 – 1951 Alvaro Gomez y Paloma – Commissario prefettizio
- 1951 – 1952 Antonio Facciuto – Commissario prefettizio
- 1952 – 1956 Antonio Facciuto – Sindaco (DC)
- 1956 – 1960 Domenico Allamprese – Sindaco (PCI – PSI)
- 1960 – 1962 Giuseppe Auletta – Sindaco (PCI - PSI)
- 1962 – 1963 Pasquale Locuratolo – Commissario prefettizio
- 1963 – 1967 Giuseppe Giuratrabocchetti – Sindaco (DC)
- 1968 – 1978 Rocco Russo – Sindaco (DC)
- 1978 – 1985 Oreste Dinella – Sindaco (Sinistre Unite)
- 1985 – 1988 Donato Mecca – Sindaco (Sinistre Unite)
- 1988 – 1993 Paolo Montrone – Sindaco (DC)
- 1993 – 2001 Donato Grieco - Sindaco (PDS)
- 2001 – 2006 Elio Gilio – Sindaco (Centro Sinistra Maschito)
- 2006 Filomena Civiello – Sindaco (Unione)
- 2006 – 2007 Fulvia Zinno - Commissario prefettizio
- 2007 – 2017 Antonio Mastrodonato (Centro Destra per Maschito) PDL
- 2017 - 2022 Rossana Musacchio Adorisio ([[centro-sinistra]])
- 2022 - in carica Luigi Rafti ([[centro-destra]])

## Sport
Fino al 2008, Maschito ha potuto contare sul Maschito 2002, squadra di calcio a 5. In sei anni, la squadra del piccolo comune lucano ha ottenuto una doppia promozione dalla Serie D alla Serie C1 ed una serie di piazzamenti, fallendo però l'obbiettivo della promozione in B.
Nella stagione 2013/2014 raggiunge l'obbiettivo della promozione in serie B con una giornata di anticipo.